# 타바투이호
타바투이호(러시아어: Озеро Таватуй, 영어: Lake Tavatui 또는 Lake Tavatuy)는 러시아 스베르들롭스크주에 위치한 담수호이다. 우랄산맥 동측 기슭에 자리잡고 있으며, 가장 가까운 주요 도시 예카테린부르크에서 북서쪽으로 50 km 떨어져 있다. 예카테린부르크 인근에서 가장 아름다운 호수로서의 명성으로 관광객이 많이 찾으며, 지역 주민에게는 휴양지로 애용되고 있다. 타바투이호를 "우랄 중부의 진주"로 소개하기도 한다. 호숫가에는 칼리노보, 타바투이, 프리오조르니 마을이 있다.

## 어원

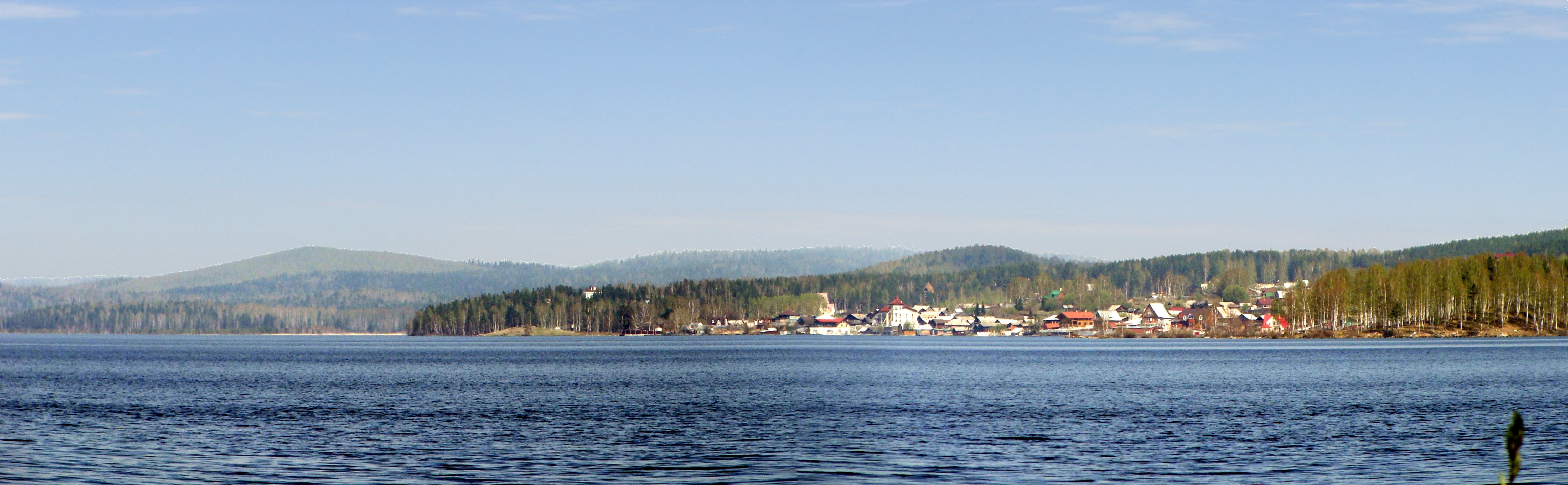
타바투이호 호숫가의 타바투이 마을.

타바투이호 인근 인류의 정착은 빙하가 후퇴하던 무렵인 약 1만 년 전부터 시작되었으리라 추정되고 있다. 타바투이호의 어원에 대한 추정은 여러 가지가 있는데, 가장 흔한 가설은 물길이라는 뜻의 코미페르먀크어 단어 та ва туй(ta wa tui)에서 유래했다는 것이며, 타바투이호가 산으로 둘러싸여 있다는 점에서 타타르어의 tau→산와 tui→향연를 합쳐 "산의 향연"으로 보는 시각도 있다.

### 타바투이와 네이바 전설
타바투이호의 형성과 관련하여 전해지는 전설이 있다.
예전에 이 지역에는 아름답고 강한 사람들이 살았는데, 특히 토솀의 딸 네이바가 아름답기로 소문이 나 부족의 모든 남자들이 비싼 몸값을 지불하며 결혼을 구애했으나, 젊은 사냥꾼 타바투이만이 오지 않았으며, 네이바는 타바투이를 기다리며 시간이 흘렀다. 하지만 어느 날 동쪽에서 온 사람들이 부족을 약탈하기 시작하자 부족의 주술사는 숲 속 깊이 들어가기로 결정하였으며, 타바투이만이 반대하여 침략자와 맞서 싸울 것을 주장하며 전투가 벌어졌다. 전투는 일출부터 일몰까지 이어졌으며 결국 타바투이는 피를 흘리며 쓰러졌다. 네이바는 타바투이의 죽음을 보며 울음을 터트렸고, 이 눈물이 모여 타바투이 위를 덮으며 호수가 만들어졌다. 네이바는 절벽에서 뛰어내려 타바투이호에 물을 공급하는 조용한 강으로 변했다.

## 지리
타바투이호는 네이바강의 유역으로서 하나의 흐름인 베르흐네이빈스킴 연못을 형성하고 있다. 담수 유입은 호수 북쪽의 볼사야 샤마니하강에서 이루어진다. 표면적은 21.2 km2, 평균 깊이는 5 m, 최대 깊이는 9 m이다. 물의 총 부피는 0.119 km3이며, 해발 고도는 259 m이다. 타바투이호는 남북으로 긴 형태로, 남북 간 길이는 10 km, 너비는 약 3 ~ 3.5 km이다.
호수 남쪽에는 몇몇 섬이 있는데, 마카료노크섬과 골루베프섬은 산악 지형이며, 스플리벤섬은 저지대이다. 스플리벤섬은 타바투이호 북쪽의 진창을 벗어나 바람에 밀려 남쪽으로 이동했다는 전설이 전해진다.
타바투이호의 물은 거의 모든 곳에서 상당히 투명한 편으로, 4 ~ 5 m 가량을 통과해 바닥을 볼 수 있다. 6월 말부터 8월 초까지 호숫가의 수온은 23 °C까지 상승하지만 8월 말부터 13 °C 이상으로 상승하지 않는다. 10월 말부터 5월 초까지는 두꺼운 얼음이 덮힌다. 타바투이호의 수온은 호숫가보다 중심부에서 더 높은데, 이는 타바투이호로 유입되는 강들이 모두 냉천(冷泉)에서 발원하기 때문이다. 타바투이호로는 약 30개 정도의 강이 유입되는데, 이 중 가장 큰 강은 볼샤야 샤마니하강과 볼샤야 비틸카강이다. 남서쪽 호숫가에서는 범람이 일어나고 있다.

## 지질
타바투이호의 바닥은 판의 수직 운동으로 형성되었으며, 두꺼운 베르흐-이세츠키 화강암 육괴 서부에 위치한다. 호수 바닥에서 채취한 표본을 분석함으로서 화강암 바닥이 플라이스토세 후기와 잔클레절 사이에 형성되었음이 밝혀졌으며, 타바투이호는 여러 언덕과 맞닿아있으며 화강암 노두와 호숫가가 사이사이 교차되어 있다. 호수 자체에 물이 찬 시점은 호수 바닥과 비교하여 그리 오래되지 않았는데, 약 1만 ~ 2만 년 사이로 추정된다.
빙하의 후퇴로 점토로 이루어진 퇴적 기반암이 형성되었으며, 약 1만 년 전의 환경을 연구하는 데 이용되고 있다.

## 참고 문헌
- Матвеев А. К. Географические названия Свердловской области: Топонимический словарь —  Екатеринбург:  Сократ, 2007. — 252 с. — ISBN 978-5-88664-272-8.
- Архипова Н. П. «Окрестности Свердловска», 1981 г.